# Коронна колонія
Коронна колонія (англ. Crown Colony) — тип колоніальної адміністрації у британській імперії.
Коронні колонії управлялися губернатором, який призначався королівською владою (і, пізніше, Colonial Office). Хоча цей термін не вживався в той час, першою з коронних колоній була Вірджинія, після того як королівська влада отримала контроль над нею у 1624 році від Лондонської Вірджинської компанії (Virginia Company).
До середини XIX століття термін в основному вживався до колоній, надбаних у результаті воєн, таких як Тринідад і Британська Гвіана. А після цього часу він застосовувався ширше — до будь-якої колонії, крім володінь у Британській Індії і британських поселень, таких як Австралія, Канада і Нова Зеландія (пізніше стали домініонами).
Термін вживався аж до 1981 року, коли Закон про британське підданство перекваліфікував ті кілька британських колоній, що залишилися, як «Британські залежні території». З 2002 року вони відомі як Британські заморські території.

## Типи коронних колоній
Існувало три типи коронних колоній:
- Коронні колонії з представницькими радами, які мали одну або дві законодавчі палати, що включали призначених короною і деяких обраних на місці членів (Бермуди, Ямайка, Британський Цейлон і Фіджі);

- Коронні колонії з призначуваними радами, які складалися з призначених короною членів, з декількома призначеними представниками з місцевого населення (Британський Гондурас, Сьєрра-Леоне і Гренада);

- Коронні колонії третьої, найменш численної категорії мали найменшу автономію і управлялися безпосередньо губернатором (Гібралтар і Острів Святої Єлени).[5].